# Grande bolide diurno del 1972

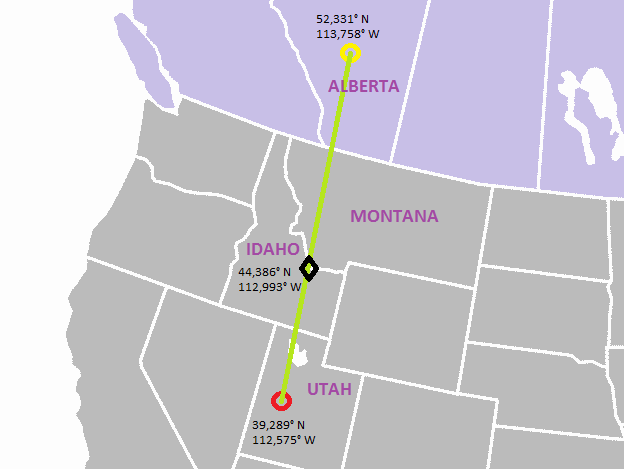
La traiettoria del bolide. In rosso il punto di ingresso nell'atmosfera, in giallo il punto di uscita. In nero il perigeo.

 Il grande bolide diurno del 1972 (in inglese: 1972 Great Daylight Fireball) è una meteora radente che ha attraversato l'atmosfera terrestre il 10 agosto 1972 giungendo a circa 57 chilometri dalla superficie del pianeta.

## Evento
Il bolide è apparso nel cielo dello Utah (USA) alle 14:29 locali (corrispondenti alle 20:29 UTC) ad una velocità di 15 km/s muovendosi da sud verso nord. È rimasto visibile per 101 secondi abbandonando l'atmosfera nel cielo dell'Alberta (Canada). La scia di fumo è rimasta visibile per svariati minuti. Alcuni testimoni oculari riportarono di aver udito un doppio boom sonico associato al transito del bolide. Il perigeo è stato raggiunto mentre sorvolava le Montagne Rocciose nei pressi della cittadina di Nicholia in Idaho alle coordinate 44,386°N 112,993°W.
L'evento, oltre ad essere immortalato in filmati e fotografie, fu il primo caso di meteora osservata da strumenti scientifici e militari in orbita. Inizialmente si pensò che potesse essere qualche oggetto artificiale fuori controllo (una sonda del progetto Cosmos o un detrito delle missioni Apollo), ma l'elevata velocità di impatto con l'atmosfera fece presto escludere tali ipotesi.
I dati raccolti permettono di stimare una dimensione dell'oggetto variabile tra i 3 e i 14 metri a seconda che si ipotizzi che il corpo avesse una natura asteroidale (ovvero formato di materiale roccioso) oppure cometaria (ovvero formato da materiali ghiacciati più leggeri). Durante l'attraversamento si pensa che per effetto della combustione da attrito abbia perso almeno un terzo della massa. La velocità di uscita è stata misurata in 14,2 km/s. I parametri orbitali sono stati significativamente modificati dal contatto con l'atmosfera: l'inclinazione orbitale è passata 15° a 7°, il semiasse maggiore da 1,66 a 1,47 UA, l'eccentricità da 0,39 a 0,36.
Nel 1994 venne ipotizzato un suo ritorno in prossimità della Terra nel 1997 ma, a quella data, non se ne sono avute evidenze.

## Impatto culturale
Il bolide del 1972 viene citato nella prefazione del romanzo di Arthur C. Clarke The Hammer of God pubblicato nel 1993 e appare nel film Without Warning prodotto dalla CBS nel 1994.